# Zaō (Miyagi)
Zaō (蔵王町, Zaō-machi) est un bourg du district de Katta, dans la préfecture de Miyagi, au Japon.

## Géographie

### Démographie
Au 1er juin 2016, la population de Zaō s'élevait à 12 531 habitants répartis sur une superficie de 152,85 km2.

### Topographie
Le mont Zaō se trouve sur le territoire du bourg.

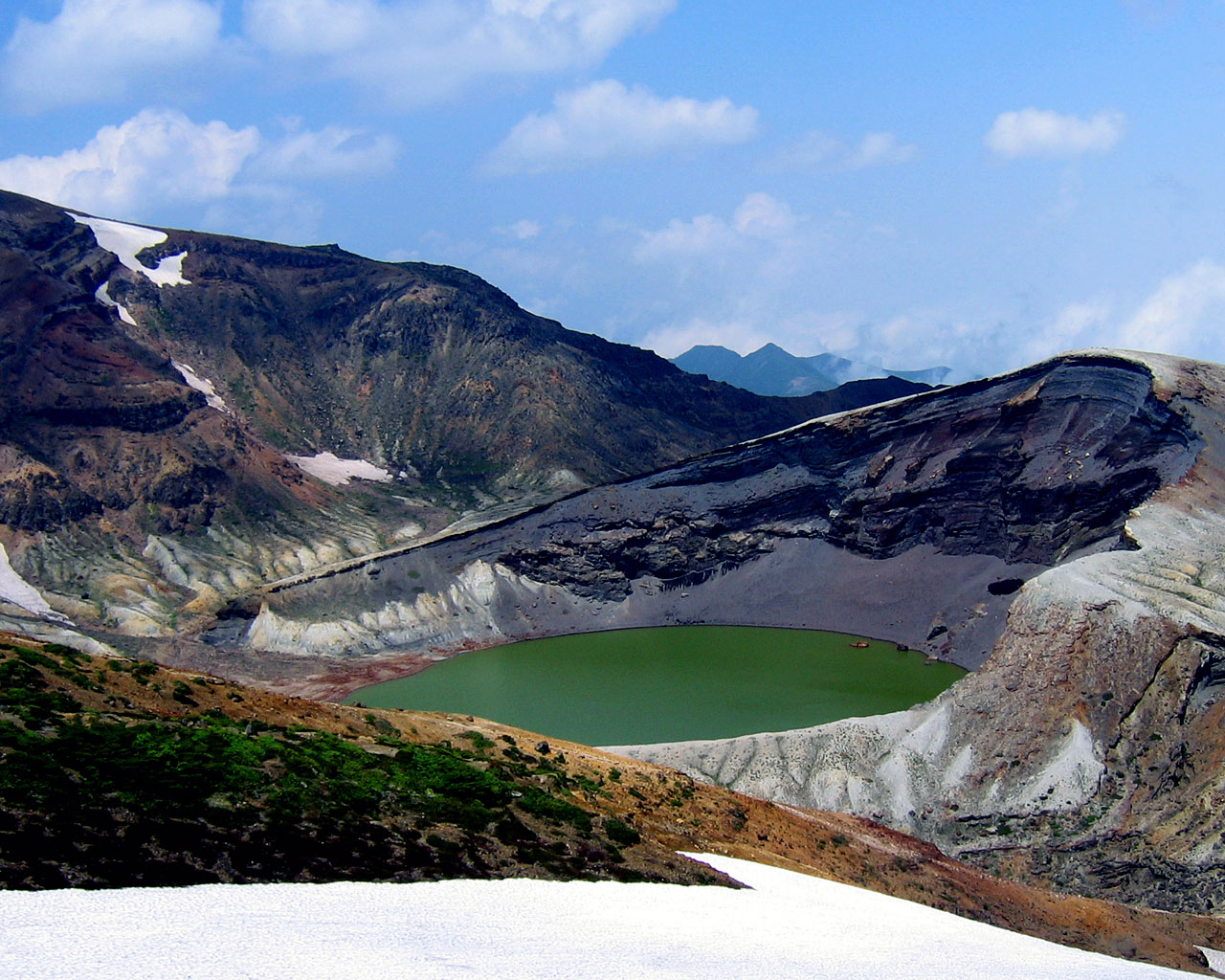
Le lac de cratère d'Okama sur le mont Zaō.